# Often
«Often» (в переводе с англ. — «Часто») — песня канадского певца The Weeknd. Трек был выпущен 31 июля 2014 года как первый сингл с его второго студийного альбома Beauty Behind the Madness (2015). Песня достигла 59-го места в чарте Billboard Hot 100 и 69-го — в Canadian Hot 100. В песне содержится семпл из песни «Ben Sana Vurgunum», спетой турецкой певицей Нукхет Дуру. На песню был записан ремикс с дополнительными куплетами от Рика Росса и Скулбоя Кью.

## Коммерческие показатели
В Соединённых Штатах «Often» достиг 59-го места в чарте Billboard Hot 100 и 69-го — в Canadian Hot 100. В Норвегии песня достигла 12-й позиции.

## Критический приём
«Often» получила признание критиков. Песня выиграла две награды на 2015 Much Music Video Awards: «Видео года» и «Лучший режиссёр».

## Музыкальное видео
Музыкальное видео на «Often» было выпущено 21 августа 2014 года. Это его наиболее просматриваемое видео — после «The Hills», «Can't Feel My Face» и «Earned It» соответственно.

## Чарты
| Чарт (2015)                           | Высшая позиция |
| ------------------------------------- | -------------- |
| Канада (Billboard Canadian Hot 100)   | 69             |
| Швеция (Sverigetopplistan)            | 55             |
| Нидерланды (Single Top 100)           | 96             |
| Норвегия (VG-lista)                   | 12             |
| Великобритания (OCC UK Singles)       | 65             |
| Великобритания (OCC UK Hip Hop/R&B)   | 13             |
| США (Billboard Hot 100)               | 59             |
| США (Billboard Hot R&B/Hip-Hop Songs) | 15             |

## Сертификации
| Регион                                                                      | Сертификация  | Продажи   |
| --------------------------------------------------------------------------- | ------------- | --------- |
| Канада (Music Canada)                                                       | 3× Платиновый | 240 000   |
| Дания (IFPI Danmark)                                                        | Платиновый    | 90 000    |
| Германия (BVMI)                                                             | Золотой       | 200 000   |
| Италия (FIMI)                                                               | Золотой       | 50 000    |
| Мексика (AMPROFON)                                                          | Золотой       | 30 000    |
| Норвегия (IFPI Norway)                                                      | 2× Платиновый | 20 000    |
| Португалия (AFP)                                                            | Золотой       | 10 000    |
| Швеция (GLF)                                                                | Платиновый    | 40 000    |
| Великобритания (BPI)                                                        | Платиновый    | 739,000   |
| США (RIAA)                                                                  | 4× Платиновый | 4 000 000 |
| Данные о продажах + прослушиваниях приведены только на основе сертификации. |               |           |

## История релиза
| Регион | Дата         | Формат              | Лейбл       |
| ------ | ------------ | ------------------- | ----------- |
| США    | 31 июля 2014 | Цифровое скачивание | XO Republic |